# بنیاد کالوه
بنیاد کالوه (به فرانسوی: La Fondation Calvet) یک بنیاد هنری در آوینیون فرانسه است که به نام اسپی کالوه نامگذاری شده‌است. در این بنیاد چندین موزه و دو کتابخانه وجود دارد. نقاشی‌ها، آیتم‌های باستان‌شناسی، سکه‌ها و مدال‌ها و مجسمه‌های قرون وسطایی و بسیاری از میراث‌های دیگر و بخش قابل توجهی از آثار هنری از لوور به آن اضافه شده‌است.
بنیاد در چندین نوبت نام خود را تغییر داده‌است. ابتدا آن را کتابخانهٔ کالوه، سپس موزهٔ کالوه و از سال ۱۹۸۵ به عنوان بنیاد کالوه نامیده شد. این بنیاد هم‌اکنون هفت موزه، دو کتابخانه و یک مجموعه مهم از سکه‌ها و مدال‌ها را مدیریت می‌کند.

## مطالعهٔ بیشتر
- Girard, Joseph (1911). "Esprit Calvet et le centenaire du Musée d'Avignon". Revue du Midi (Gard et Vaucluse) (به فرانسوی). 44 (1): 312–322.
- Girard, Joseph (1955). Histoire du Musée Calvet (PDF) (به فرانسوی). Avignon: Musée Calvet. OCLC 47144404. Archived from the original (PDF) on 13 April 2014. Retrieved 11 November 2019. (Originally published as: Girard, Joseph (1954). "Histoire du Musée Calvet". Provence Historique. 4: 5–130.)
- Rykner, Didier (6 August 2004). "La municipalité d'Avignon congédie le conservateur du Musée Calvet". La Tribune de l'Art. Retrieved 24 April 2014.
- Rykner, Didier (11 March 2008). "The Musée Calvet, a rebirth ?". La Tribune de l'Art. Archived from the original on 13 August 2014. Retrieved 24 April 2014.
- Rykner, Didier (30 June 2010). "The Musée Calvet continues its refurbishment". La Tribune de l'Art. Archived from the original on 27 April 2014. Retrieved 24 April 2014.
- Rykner, Didier (16 August 2012). "A painting attributed to Pierre Mignard donated to the Musée Calvet". La Tribune de l'Art. Archived from the original on 26 April 2014. Retrieved 24 April 2014.